# Word Gets Around
Word Gets Around é o álbum de estreia da banda de rock galesa Stereophonics. Foi lançado em 25 de agosto de 1997, e alcançou a 6ª posição na parada musical britânica UK Albums Chart. Grande parte do álbum fala sobre a vida cotidiana em Cwmaman.

## Faixas
Todas as faixas escritas por Kelly Jones/Richard Jones/Stuart Cable, letras de Kelly Jones.
| N.º            | Título                          | Duração |  |
| 1.             | "A Thousand Trees"              | 3:02    |  |
| 2.             | "Looks Like Chaplin"            | 2:32    |  |
| 3.             | "More Life in a Tramps Vest"    | 2:19    |  |
| 4.             | "Local Boy in the Photograph"   | 3:22    |  |
| 5.             | "Traffic"                       | 4:54    |  |
| 6.             | "Not Up to You"                 | 4:37    |  |
| 7.             | "Check My Eyelids for Holes"    | 2:43    |  |
| 8.             | "Same Size Feet"                | 4:00    |  |
| 9.             | "Last of the Big Time Drinkers" | 2:45    |  |
| 10.            | "Goldfish Bowl"                 | 3:03    |  |
| 11.            | "Too Many Sandwiches"           | 5:01    |  |
| 12.            | "Billy Davey's Daughter"        | 3:45    |  |
| Duração total: | Duração total:                  | 42:02   |  |

## Créditos
Stereophonics
- Stuart Cable – bateria
- Kelly Jones – vocal, guitarra
- Richard Jones – baixo

Músicos adicionais
- Marshall Bird – teclados
- Nadia Lannman – violoncelo
- Richard Payne – acordeon

Pessoal técnico
- Bird&Bush – produção, engenharia, mixagem
- Bob Ludwig – masterização
- Lee Dunn – arte da capa, design